# Annemarie Hähnsch
Annemarie Hähnsch, später Annemarie Matthäß, (* 2. Januar 1904 in Leubnitz-Neuostra (Dresden); † 25. Januar 1968 in Dresden) war in den 1930er Jahren eine deutsche Tischtennis-Nationalspielerin. Sie war deutsche Vizemeisterin von 1938 und wurde 1934 Weltmeister mit der deutschen Damenmannschaft.
Im Jubiläumsbuch des DTTB ist der Geburtsname fälschlicherweise mit Haensch angegeben. Laut Sterbeurkunde ist die Schreibweise Hähnsch korrekt.

## Nationale Erfolge
Annemarie Hähnsch spielte Anfang der 1930er Jahre beim Verein Blau-Gold Dresden. Bei den nationalen deutschen Meisterschaften stand sie meist im Schatten der Spielerinnen Hilde Bussmann, Astrid Krebsbach und Trude Pritzi. Daher erreichte sie im Einzel 1932, 1934, 1936 und 1941 „nur“ den dritten Platz. Ihren größten Erfolg hatte sie 1938, als sie das Endspiel im Einzel erreichte und hier der eingebürgerten Österreicherin Trude Pritzi unterlag.
Mit der Damenmannschaft von Reemtsma Dresden wurde sie in der Saison 1934/35 deutscher Meister. In der deutschen Rangliste belegte sie 1933 Platz zwei.

## Internationale Erfolge
1933 belegte Annemarie Hähnsch bei den internationalen deutschen Meisterschaften in Berlin Platz zwei.
1932 und 1934 nahm sie an den Weltmeisterschaften teil, 1932 jedoch nur an den Individualwettbewerben, da keine Mannschaftskämpfe für Damen angeboten wurden. Beide Male kam sie im Einzel bis ins Achtelfinale und im Doppel ins Viertelfinale. 1934 wurde sie mit der deutschen Damenmannschaft Weltmeister. Dabei kam sie zweimal zum Einsatz. Weitere Länderspiele bestritt sie in ihrer Laufbahn nicht.
Von der WM 1932 sind die Resultate bekannt. Im Einzel unterlag sie in der ersten Runde der späteren Weltmeisterin  Anna Sipos aus Ungarn. Das Doppel mit Mona Rüster besiegte Marie Kettnerová/Mayerova (CSSR) und verlor dann Anita Denker/Magda Gál (Deutschland/Ungarn). Im Mixed mit Nikita Madjaroglou gewann sie gegen Okter Petricek/Vedralova (CSSR), aber nicht gegen Victor Barna/Anna Sipos (Ungarn), die später den Titel gewannen.

## Privat
Annemarie Hähnsch lebte in Dresden. Sie heiratete Mitte der 1930er Jahre und trat danach unter dem Namen Annemarie Matthäß auf. Später wurde die Ehe geschieden.

## Turnierergebnisse
| Verband | Veranstaltung     | Jahr | Ort   | Land | Einzel    | Doppel        | Mixed        | Team |
| ------- | ----------------- | ---- | ----- | ---- | --------- | ------------- | ------------ | ---- |
| GER     | Weltmeisterschaft | 1934 | Paris | FRA  | letzte 16 | Viertelfinale | keine Teiln. | 1    |
| GER     | Weltmeisterschaft | 1932 | Prag  | TCH  | letzte 16 | Viertelfinale | letzte 16    |      |